# رابرت وینترز
رابرت وینترز (انگلیسی: Robert Winters؛ ۱۸ اوت ۱۹۱۰ – ۱۰ اکتبر ۱۹۶۹) یک سیاست‌مدار اهل کانادا بود.

## زندگی و حرفه
وینترز پسر یک کاپیتان ماهیگیری بود که در لاننبورگ در نوا اسکوشیا متولد شد. وی برای تحصیل به دانشگاه مونت آلیسون در نیوبرانزویک رفت و پس از آن برای تکمیل مدرک خود در رشته مهندسی برق به مؤسسه تکنولوژی ماساچوست راهی شد. او برای شرکت شمالی الکتریک (شرکت توزیع کنندهٔ برق شمال شرق انگلستان) کار می‌کرد قبل از اینکه در جنگ جهانی به ارتش بپیوندد. وینترز در طی جنگ به سرهنگ دوم ارتش تبدیل شد. او برای اولین بار در انتخابات عمومی سال ۱۹۴۵، اولین بار به عنوان لیبرال برای سواری از کوئینز-لاننبورگ، نوا اسکوشیا انتخاب شد؛ و در سال ۱۹۴۸ به کابینه دولت پیوست و به عنوان وزیر فواید عامه، تحت لوئیس سنت لوران نخست وزیر خدمت کرده است. وینترز با شکست دولت در انتخابات ۱۹۵۷ از سیاست کنار رفت و سوی شرکت‌های بزرگ ترغیب یافت و به مدیر عاملی یکی از این شرکت‌ها درآمد.

## مرگ
وینترز در سال ۱۹۶۹ در حالی که در کالیفرنیا مشغول بازی تنیس بود دچار حمله قلبی گشت و در یک آمبولانس در ۵۹ سالگی درگذشت. کالج وینترز در دانشگاه یورک نام خود را به افتخار وی وینترز نهاد.